# Zeitschrift für Verkehrsrecht
Die Zeitschrift für Verkehrsrecht (ZVR) ist eine juristische Fachzeitschrift, die seit 1956 monatlich bei der Manz’schen Verlags- und Universitätsbuchhandlung erscheint. Sie ist die einzige Fachzeitschrift zum Verkehrsrecht in Österreich und behandelt dieses sowohl aus privatrechtlicher als auch aus öffentlich-rechtlicher Sicht. Zugleich ist sie eines der wichtigsten Diskussionsforen zum österreichischen Schadenersatzrecht.
Neben Fachbeiträgen, höchstgerichtlichen Entscheidungen und dazugehörigen Anmerkungen enthält die ZVR auch jährlich eine Überblickstabelle der wichtigsten schadenersatzrechtlichen Entscheidungen des Obersten Gerichtshofs, Übersichten über relevante ausländische Rechtsprechung sowie Kolumnen des Kuratoriums für Verkehrssicherheit.
Die Redaktion der ZVR besteht aus Karl-Heinz Danzl (Senatspräsident des OGH in Ruhe), Christian Huber (emeritierter Professor an der RWTH Aachen), Georg Kathrein (Leiter der Zivilrechtssektion im Justizministerium) und Gerhard Pürstl (Polizeipräsident in Wien).